# ناحیه نیو تری‌یر، شهرستان کوک، ایلینوی
ناحیه نیو تری‌یر (به انگلیسی: New Trier Township) یک منطقهٔ مسکونی در ایالات متحده آمریکا است که در شهرستان کوک (ایلینوی) واقع شده‌است. ناحیه نیو تری‌یر ۴۲٫۲۱ کیلومتر مربع مساحت دارد.